# 吳亮 (將領)
吳亮（？—1446年），直隸來安縣人。明朝軍事將領。
永樂初年，擔任旗手衛指揮僉事。宣德年間，署湖廣都指揮僉事。后晋升為右副總兵，與王瑜督漕運。明英宗繼位后，因討伐新淦民變有功，升任都督僉事，鎮守湖廣、貴州。在攻破普定民變后，晋升為都督同知。后平定計沙苗族兵變后，晋升右都督。后擔任副總兵，率五萬部隊討伐麓川。在雲南時，因金齒參將張榮兵敗不援為由，被逮捕下獄。之後再升為都督僉事，仍佩征南副將軍印，鎮湖廣、貴州，平定四川叛亂。之後召還，視察右軍都督府。正統十一年去世。